# 山脊

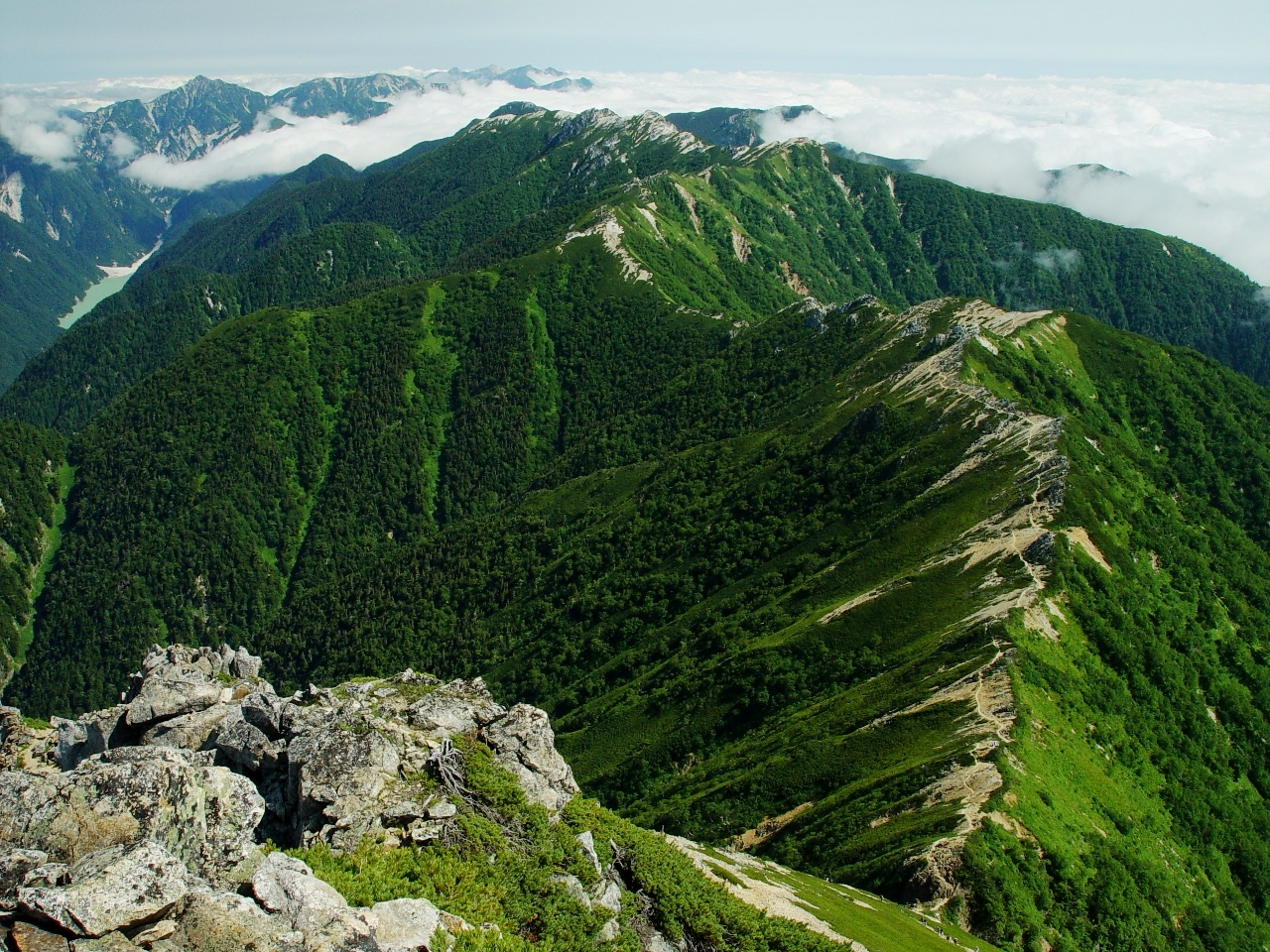
日本大天井岳通往燕岳的山脊

脊或 山脊（英語：Mountain ridge）、山稜，是一種地理特徵，形容由一列山峰突出所連成的線條，如同動物的脊骨。
沿著山脊的頂峰最高點之間延伸下去 連成一條長線，此名山脊線（英語：Ridgeline），或稱稜線。
在地理学上，山脊在地形設色圖中會呈現棕褐色。

## 種類
脊會出現在不同的地理環境，分為不同的種類：
- 岩脊
- 樹狀脊
- 斷層脊
- 沙丘脊
- 冰川脊
- 隕石坑脊
- 火山口脊

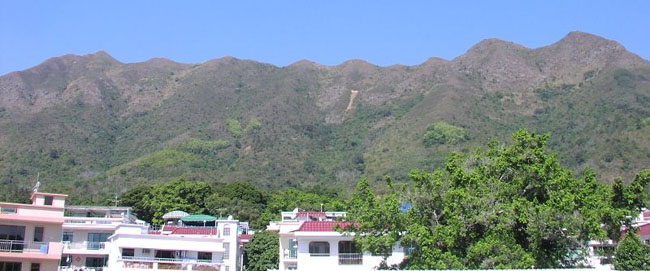
香港的八仙嶺，由8個山峰串連的山脊線

- 水下山脊：海洋中也有高低起伏的地形，類似陸地山峰的地形，或稱作中洋脊
- 壓力脊（英语：Pressure ridge (lava)）[1]

## 作用
山脊在人類方面有不同的應用：

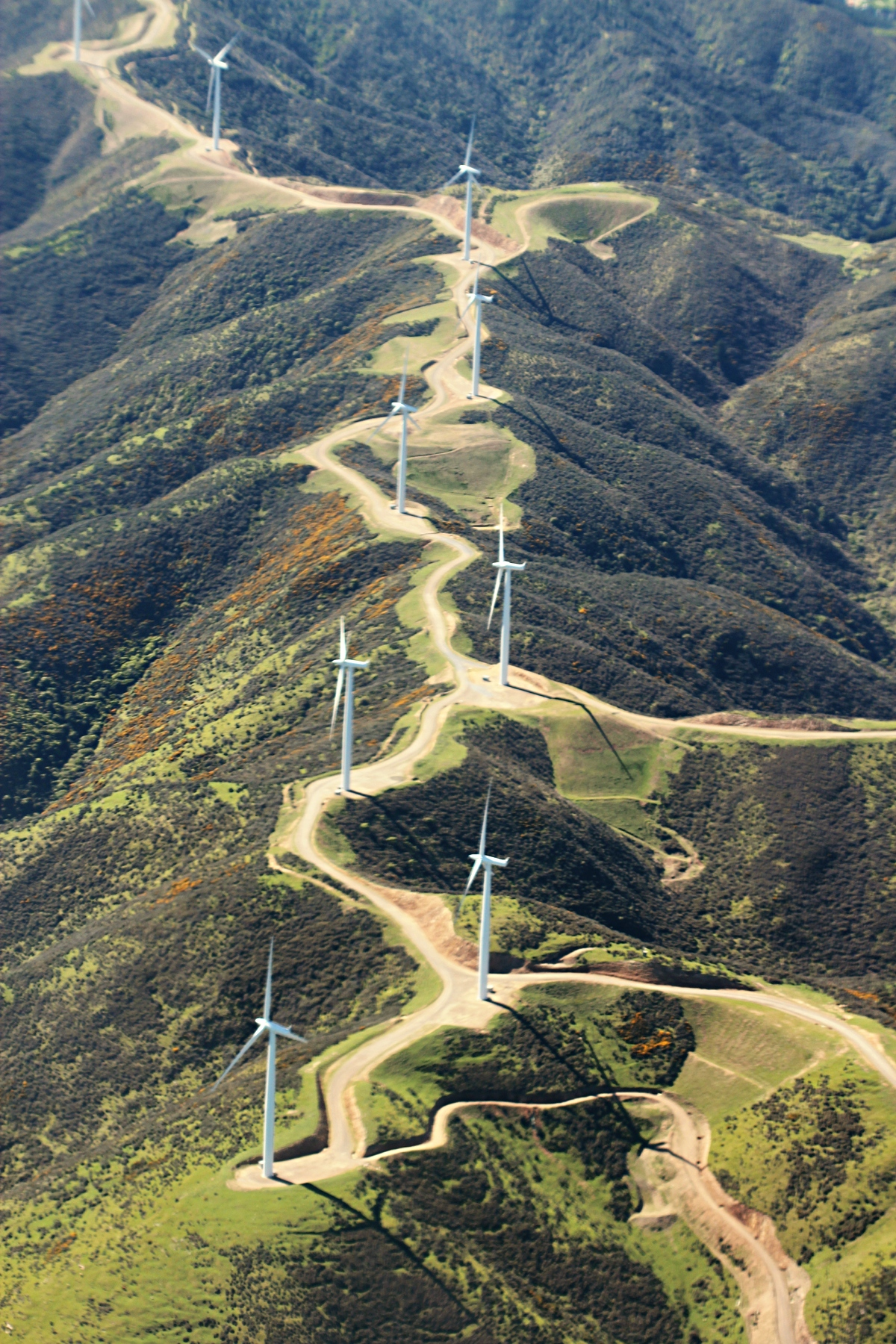
山脊也可作為風力發電場的地點

- 道路：有些山脊較為平坦，很多時候會有人行走，繼而發展出一條道路連接兩個山峰
- 分界線：山脊能夠作為天然分界線，用作分隔山脊兩邊的地方
- 軍事防線：山脊是一個天然的制高點，能提供地理優勢

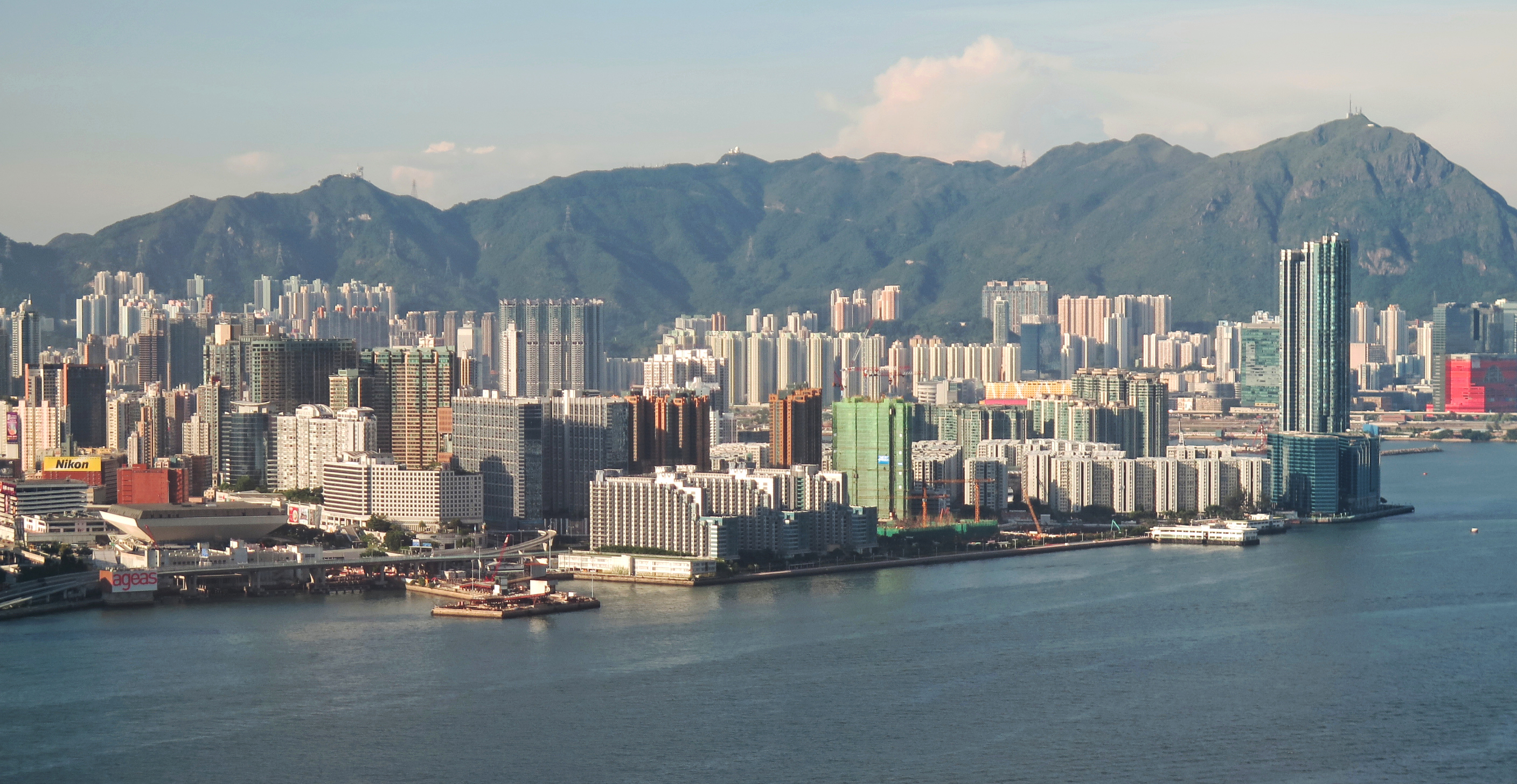
香港九龍以北的群山形成了和新界之間的天然分界線

## 城市設計

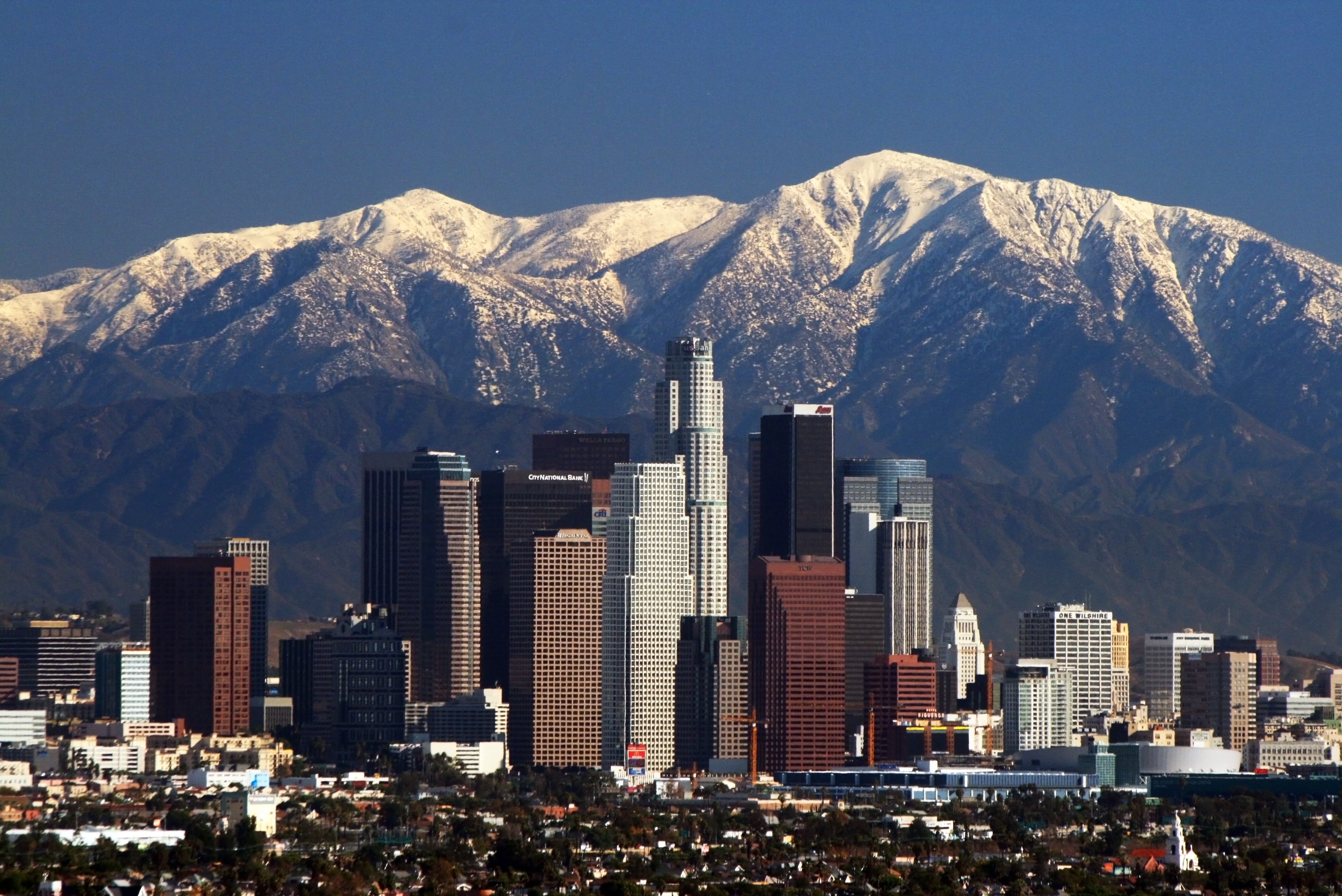
美國加州洛杉磯的山脊線

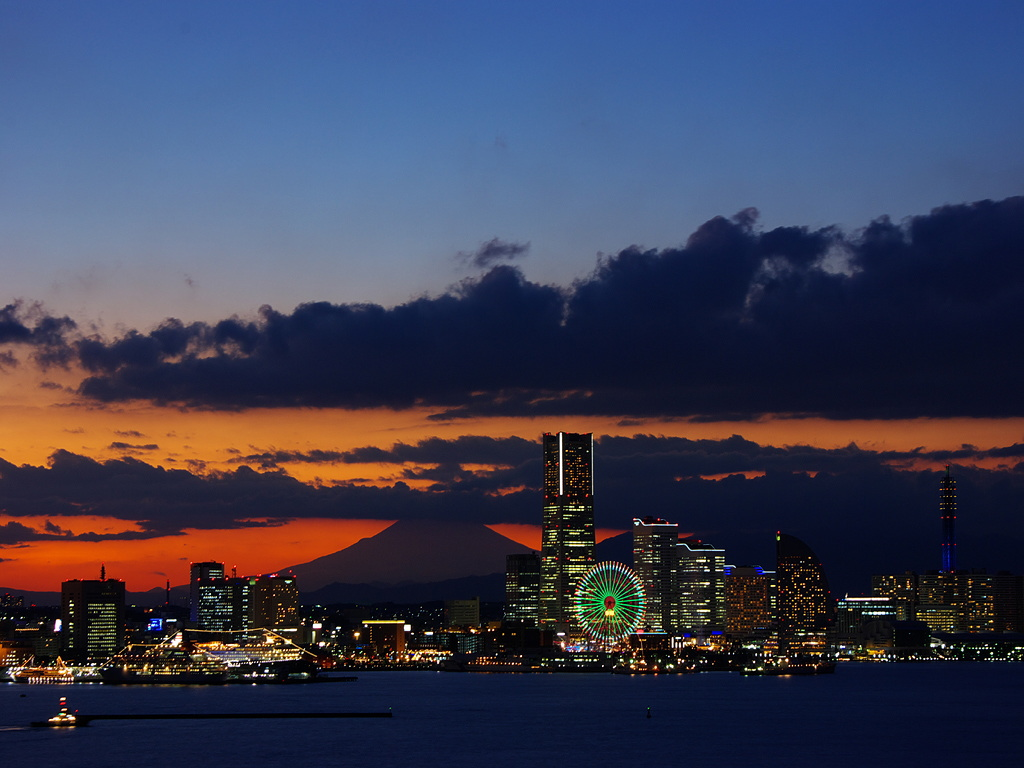
日本神奈川縣橫濱市的山脊線

在一些鄰近山脈的城市，保留山脊線會在城市設計的考慮因素。

#### 香港
根據香港規劃署出版的《規劃標準與準則》，維港兩岸都會區的建築物高度要儘量保留20%山脊的高度。
山脊線景觀視線分佈於樓宇較密集的九龍和香港島，總共7個瞭望點：
- 九龍遠眺港島：西九文化區、尖沙咀文化場館及啟德海濱長廊
- 港島遠眺九龍：山頂獅子亭、西營盤孫中山紀念公園、灣仔會展新翼及鰂魚涌公園

在平衡發展地積比率和保存具意義的山峰後，以下的山脊線會保存在以上瞭望點的景觀內：
- 九龍山脊線：筆架山、獅子山、慈雲山及飛鵝山
- 港島山脊線：扯旗山 (太平山)及柏架山

不過在特定的策略地點可能出現高樓建築樞紐或在適當地點出現「點綴」效果，例子有：

從九龍眺望港島的夜景，可見到大部份的山脊線，國際金融中心二期和中環廣場是當中較突出的高樓建築（2008年）

- 九龍高樓：環球貿易廣場
- 港島高樓：國際金融中心二期